# Frankrikes ständiga representation vid Förenta nationerna
Frankrikes ständiga representation vid Förenta nationerna är Frankrikes ständiga representation vid Förenta nationernas högkvarter i New York. 
Frankrike var en av grundarna av FN 1945 och har sedan dess varit representerade vid FN och dess högkvarter som färdigställdes i New York 1950. Beskickningens diplomater representerar Frankrike i säkerhetsrådet, generalförsamlingen, ekonomiska och sociala rådet och andra FN-organ som Unicef och FN:s utvecklingsprogram som är belägna i New York.
Beskickningen samarbetar också med andra medlemsstater i EU för att samordna och harmonisera unionsländernas ställningstagande. 
Sedan 2007 leder ambassadör Jean-Maurice Ripert Frankrikes representation. Han efterträdde Jean-Marc de La Sablière.